# Adam Davidson
Adam Rosh Davidson (Los Angeles, 13 agosto 1964) è un regista e produttore televisivo statunitense, che lavora principalmente nel campo televisivo.

## Biografia
Nato a Los Angeles, figlio di Judi e Gordon Davidson. Suo padre Gordon Davidson è stato un noto regista teatrale, vincitore di vari Tony Awards, e direttore artistico Center Theater Group. Davidsom si diploma cum laude al Kenyon College in Ohio, successivamente ottiene un master in cinema presso la Columbia University.
Ha debuttato alla regia con il cortometraggio The Lunch Date, che ha vinto il Premio Oscar per il miglior cortometraggio e la Palma d'oro per il miglior cortometraggio al Festival di Cannes 1990, in seguito ha lavorato come attore nel film L'amante in città ed è stato aiuto regista per film come Larry Flynt - Oltre lo scandalo e Tu, io e Dupree.
Nel corso degli anni si è costruito una solida carriera come regista televisivo, dirigendo episodi delle più note e pluripremiate serie televisive; Six Feet Under, Lost, Grey's Anatomy, True Blood, Shark - Giustizia a tutti i costi e Lie to Me, di queste ultime due è anche produttore.
Dopo anni di televisione, attualmente sta lavorando ad un lungometraggio per il cinema intitolato Long Time Gone, con Christina Ricci e Justin Bartha.